# Epidendrum violascens
Epidendrum violascens är en orkidéart som beskrevs av Henry Nicholas Ridley. Epidendrum violascens ingår i släktet Epidendrum och familjen orkidéer. Inga underarter finns listade i Catalogue of Life.